# Sidste weekend (film fra 2001)
|  | Denne artikel er oprettet af botten Steenthbot ud fra en ekstern database. Den kan derfor have sproglige fejl eller mangler. Denne skabelon kan fjernes efter kontrol af indholdet. |

 For alternative betydninger, se Sidste weekend. (Se også artikler, som begynder med Sidste weekend)
Sidste weekend er en dansk kortfilm fra 2001 instrueret af Mikkel Nørgaard.

## Medvirkende
- Gérard Bidstrup, Emil
- Frank Thiel, Jacob
- Sonja Richter, Sofie
- Laura Drasbæk, Josefine